# Maoritomella ischna
Maoritomella ischna é uma espécie de gastrópode do gênero Maoritomella, pertencente a família Borsoniidae.